# Прополісний провулок
Пропо́лісний провулок — провулок у Дарницькому районі міста Києва, селище Бортничі. Пролягає від Лютневої вулиці до вулиці Дружби.
Прилучається Нектарна вулиця.

## Історія
Виник у середині XX століття під назвою Комсомольський провулок, на честь Комуністичного союзу молоді.
Сучасна назва — з 2015 року.